# Filmschauplätze NRW
Die Filmschauplätze NRW sind eine Filmveranstaltungsreihe mit bis zu 20 Open Air Kinoabenden an verschiedenen Orten im Land Nordrhein-Westfalen. Bei freiem Eintritt erwartet die Besucher ein moderierter Filmabend mit einem Begleitprogramm vor dem Filmbeginn. Oft existieren in den veranstaltenden Städten und Gemeinden keine Kinos mehr, so dass die Filmschauplätze als Bewahrung der Kinokultur betrachtet werden können. Veranstaltet werden die Filmschauplätze NRW von der Film- und Medienstiftung NRW in Kooperation mit den jeweiligen örtlichen Partnern.

## Konzept
Städte und Gemeinden können sich jedes Jahr bei der Film- und Medienstiftung NRW zur Teilnahme an der Filmschauplatz-Tournee anmelden und werden in einem Auswahlverfahren Filmschauplatzausrichter. Der Zugang zu den Filmschauplätzen ist frei; die Kosten der Veranstaltung tragen die Film- und Medienstiftung NRW und der lokale Veranstaltungspartner. Die Auswahl des jeweiligen Films ist von der Geschichte oder Beschaffenheit des Veranstaltungsortes oder der Ortshistorie inspiriert. Neben aktuellen Filmproduktionen kommen dabei auch filmhistorisch bedeutsame Werke zur Aufführung. Im Vorprogramm ist immer ein Kurzfilm zu sehen, der zumeist eine aktuelle Produktion einer Filmhochschule ist.  Die Kinoveranstaltungen finden an markanten und sehenswerten Plätzen statt und in der Regel gibt es ein kulturelles und kulinarisches Rahmenprogramm.

## Geschichte

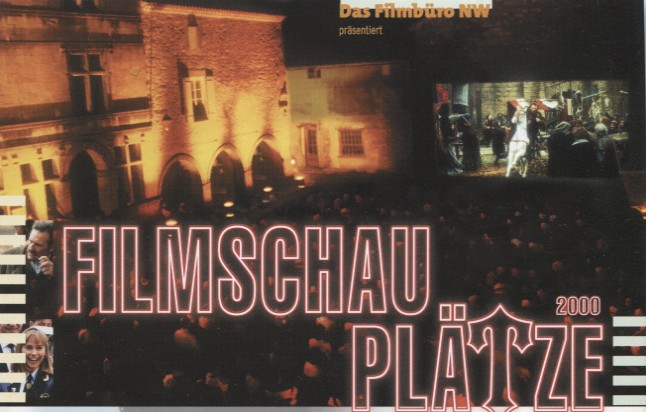
Filmschauplätze Programmflyer aus dem Jahr 2000

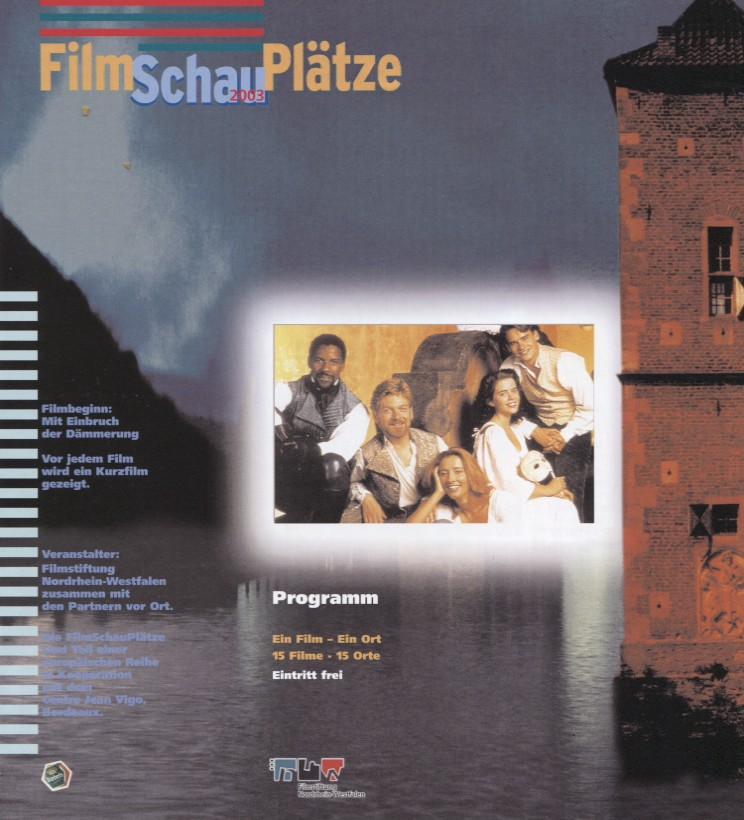
Filmschauplätze Programmflyer aus dem Jahr 2003

Veranstaltet wurden die Filmschauplätze ursprünglich vom Filmbüro Nordrhein-Westfalen und dem Centre Jean Vigo/Bordeaux. Für das Filmbüro organisierte Rosemarie Schatter die Tournee. Am 30. Juli 1998 startete der allererste der Filmschauplätze mit dem Film „Farinelli“ in Mülheim an der Ruhr, dem damaligen Sitz des Filmbüro NW. Gespielt wurde an fünf Orten (Mülheim/Stadthalle, Geldern/Schloss Haag, Essen/Zeche Zollverein, Waltrop/Schiffshebewerk Henrichenburg, Oberhausen/Burg Vondern) als Teil des europäischen Open-Air-Filmfestivals Cinésites. Das Konzept erwies sich sofort als erfolgreich und wurde schon im folgenden Jahr auf acht Orte erweitert. Im Jahr 2000 gastierte die Open Air Kinoreihe mit Geldern, Kessel (NL), Bad Berleburg, Bochum, Münster, Oberhausen, Bocholt, Dortmund, Hagen, Warendorf und Witten bereits in zehn Städten. Die Leitung der Filmschauplätze lag bei Rosemarie Schatter und Anna Fantl. Ab 2003 wurden die Filmschauplätze als Filmschauplätze NRW von der Filmstiftung NRW weitergeführt. Die Projektleitung lag bei Anna Fantl, nun als Angestellte der Film- und Medienstiftung NRW. In der Folge variierte die Anzahl der jeweiligen Filmschauplätze zwischen 12 und 18 Stationen. Zum 20. Jubiläum im Jahr 2017 wurde die Anzahl der Veranstaltungsorte erstmals auf 20 erhöht.
Bis heute blieb die Idee unverändert: An entdeckenswerten Orten jeweils einen passenden Film Open Air zu zeigen und so die Vielfalt der unterschiedlichsten Orte und kulturellen Angebote in NRW erfahrbar zu machen. 2020 pausierten die Filmschauplätze coronabedingt, 2023 feiern sie ihre 25. Ausgabe. Seit dem Start der Reihe wurde die Leinwand an über 150 Spielorten aufgestellt, von historischen Burgen bis zu Industrieanlagen, von Parks und Freibädern bis zu Skihängen und stillgelegten Autobahnen.
Seit dem Projektbeginn 1998 ist das Filmhaus Bielefeld mit seinem mobilen Open Air Kino „Mondscheinkino“ fester Servicepartner der Film- und Medienstiftung NRW bei der Reihe Filmschauplätze NRW. Ab Anfang Juni werden die aktuellen Orte und Filme der Filmschauplätze NRW bekannt gegeben.